# Stor-Backatjärnen
Stor-Backatjärnen är en sjö i Åsele kommun i Lappland och ingår i Ångermanälvens huvudavrinningsområde. Sjön har en area på 0,0714 kvadratkilometer och ligger 353,4 meter över havet.

## Delavrinningsområde
Stor-Backatjärnen ingår i det delavrinningsområde (709722-158834) som SMHI kallar för Inloppet i Långvattensjön. Medelhöjden är 358 meter över havet och ytan är 9,21 kvadratkilometer. Räknas de 7 avrinningsområdena uppströms in blir den ackumulerade arean 73,61 kvadratkilometer. Noreån som avvattnar avrinningsområdet har biflödesordning 2, vilket innebär att vattnet flödar genom totalt 2 vattendrag innan det når havet efter 206 kilometer. Avrinningsområdet består mestadels av skog (78 procent) och sankmarker (15 procent). Avrinningsområdet har 0,07 kvadratkilometer vattenytor vilket ger det en sjöprocent på 0,7 procent.